# Barranc del Montanyó
El Barranc del Montanyó és un barranc que discorre dins del terme municipal de la Vall de Boí, a la comarca de l'Alta Ribagorça, i dins el Parc Nacional d'Aigüestortes i Estany de Sant Maurici.
Té el naixement a 2.600 a l'àmplia zona de pastures del capdamunt de Montanyó de Llacs. Captant tots els rierols, discorre cap al nord-nord-est per desaiguar al Barranc de Llacs.